# تپه تیل تغار
تپه تیل تغار مربوط به هزاره اول تا دوران‌های تاریخی پس از اسلام است و در شهرستان دامغان، روستای اگره واقع شده و این اثر در تاریخ ۷ مهر ۱۳۸۱ با شمارهٔ ثبت ۶۴۶۴ به‌عنوان یکی از آثار ملی ایران به ثبت رسیده است.